# Øyvind Strømmen
Øyvind Strømmen (né le 24 avril 1980) est un auteur, traducteur et journaliste indépendant norvégien. Il est principalement connu pour son suivi des activités des extrémistes de droite en Europe.
Après les attentats d'Oslo et d'Utøya le 22 juillet 2011, ses connaissances et ses ouvrages ont été utilisés dans les médias pour expliquer le potentiel de violence des certaines idéologies complotistes utilisées par les groupes extrême droite anti-Islam en Europe. Son livre de 2011 Det mørke nettet (le réseau sombre) a été loué par une critique de NRK comme "une importante contribution pour comprendre les mouvements, les idéologies et les acteurs de la droite radicale en Norvège et en Europe".

## Biographie
Son livre traduit en français, La Toile brune, montre, selon Jean-Yves Camus, «  l'obsession qui s'est emparée depuis le début des années 2000 d'une partie significative des droites radicales xénophobes en Europe occidentale » face à la crainte de l'Eurabia.
Strømmen a été nommé « Journaliste freelance de l'année » en Norvège en 2011 par la Norwegian Union of Journalists (en),.
À partir de 2013, Strømmen s'efforce d'établir en collaboration avec le journaliste Kjetil Stormark un réseau journalistique qui mettra l'accent sur les mouvements extrémistes en Europe, au Moyen-Orient et Afrique du Nord. Le projet, qui est nommé Hate Speech International (discours de haine international), a l'intention de mettre en place un site web et est économiquement soutenu par le ministère norvégien des Affaires étrangères et l'organisation de la parole libre Fritt Ord.
Øyvind Strømmen est un militant actif du Parti de l'environnement - Les Verts.

## Écrits
- (no) Ein islamsk reformasjon?, 2006  (ISBN 978-82-997507-0-7)
- (en) Eurofascism, 2008, Lulu.com  (ISBN 978-1-4303-1356-4)
- La Toile brune  (trad. Loup-Maëlle Besançon), Arles, Actes sud, 2012, 208 p. (ISBN 978-2-330-00634-1)
- (no) Den sorte tråden: Europeisk høyreradikalisme fra 1920 til i dag, Cappelen Damm, 2013  (ISBN 8202370280)